# Fjällmurkling
Fjällmurkling (Sarcoleotia globosa) är en svampart som tillhör divisionen sporsäcksvampar, och som först beskrevs av Søren Christian Sommerfelt och Fr., och fick sitt nu gällande namn av Richard Paul Korf. Fjällmurkling ingår i släktet Sarcoleotia, och familjen Geoglossaceae. Enligt den finländska rödlistan är arten nära hotad i Finland. Arten är reproducerande i Sverige. Artens livsmiljö är stränder vid sjöar och vattendrag.